# 王彬成
王彬成（葡萄牙語：Wong Pan Seng，1946年—），汉族，中华人民共和国企业家、政治人物，澳门归侨总会副会长、澳门万邦建设有限公司董事长，第十一、十二届全国政协委员。
2008年，当选第十一届全国政协委员，代表中华全国归国华侨联合会，分入第二十五组。